# تونی مورلی
تونی مورلی (به انگلیسی: Tony Morley) بازیکن فوتبال زادهٔ ۲۶ اوت ۱۹۵۴ اهل کشور انگلستان بود که سابقهٔ بازی در تیم ملی فوتبال انگلستان را در کارنامهٔ خود دارد. وی در تاریخ ۱۸ نوامبر ۱۹۸۱ نخستین بازی ملی خود را در مقابل تیم ملی فوتبال مجارستان انجام داد و با حضور در ۶ بازی ملی، در تاریخ ۱۷ نوامبر ۱۹۸۲ واپسین بازی ملی‌اش را در برابر تیم ملی فوتبال یونان برگزار کرد.

## نگارخانه

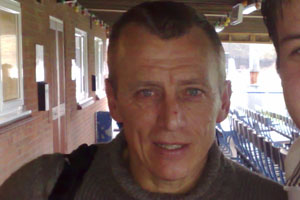